# Grover Beach
Grover Beach è una città degli Stati Uniti d'America situata nella Contea di San Luis Obispo, nello Stato della California.